# Eristalinus quinquestriatus
Eristalinus quinquestriatus är en tvåvingeart som först beskrevs av Fabricius 1794.  Eristalinus quinquestriatus ingår i släktet slamflugor, och familjen blomflugor. Inga underarter finns listade i Catalogue of Life.

## Bildgalleri

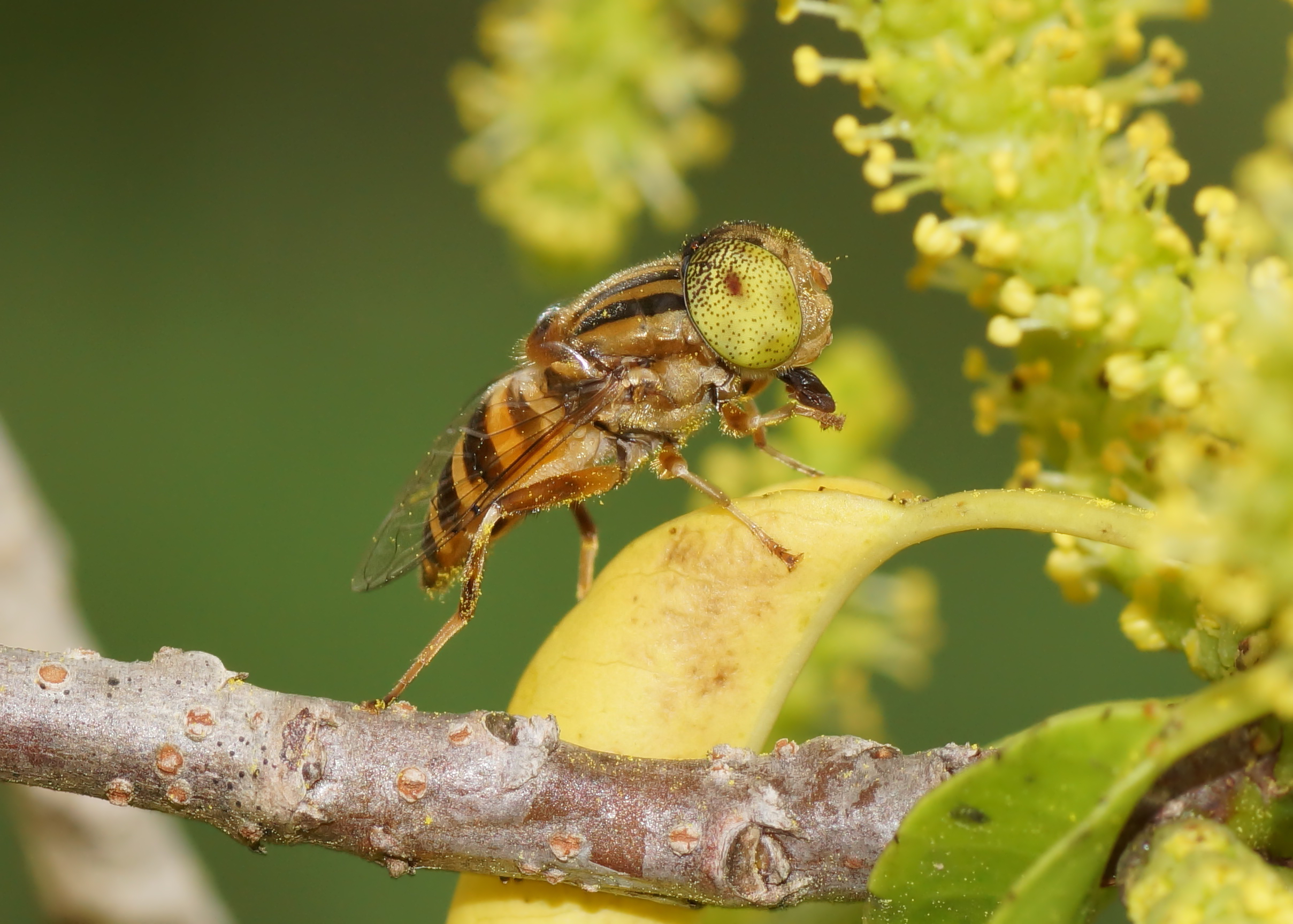
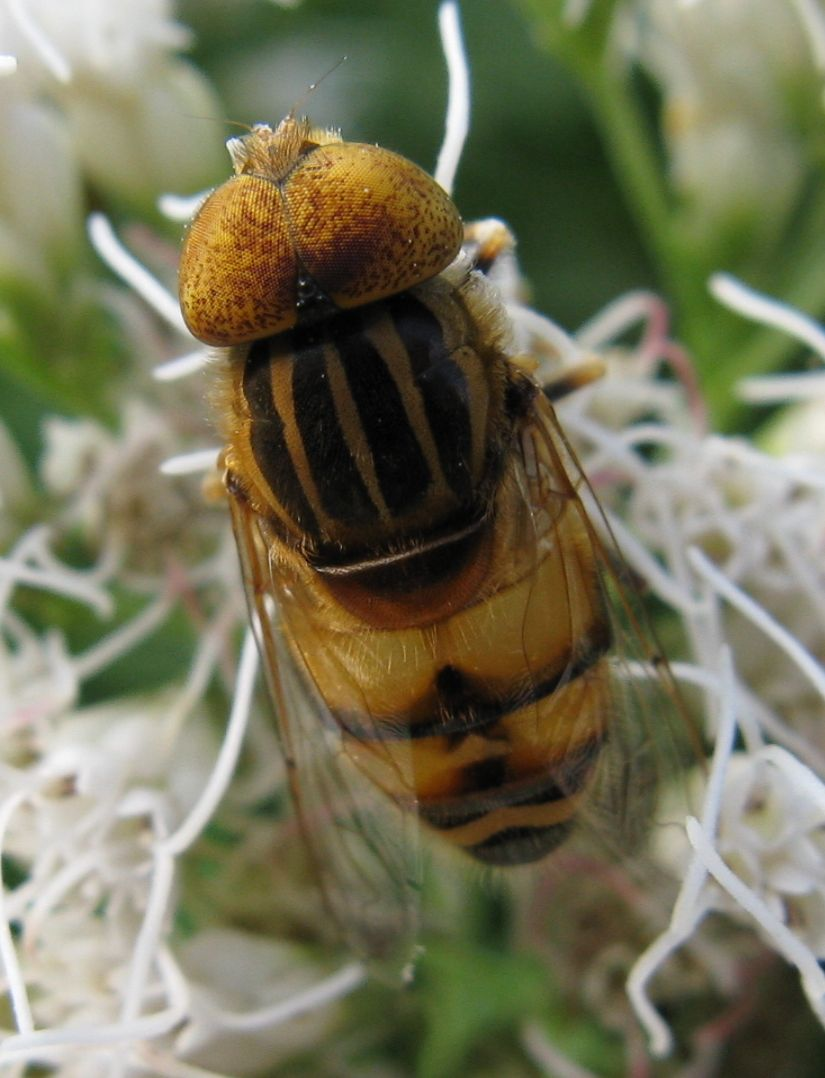
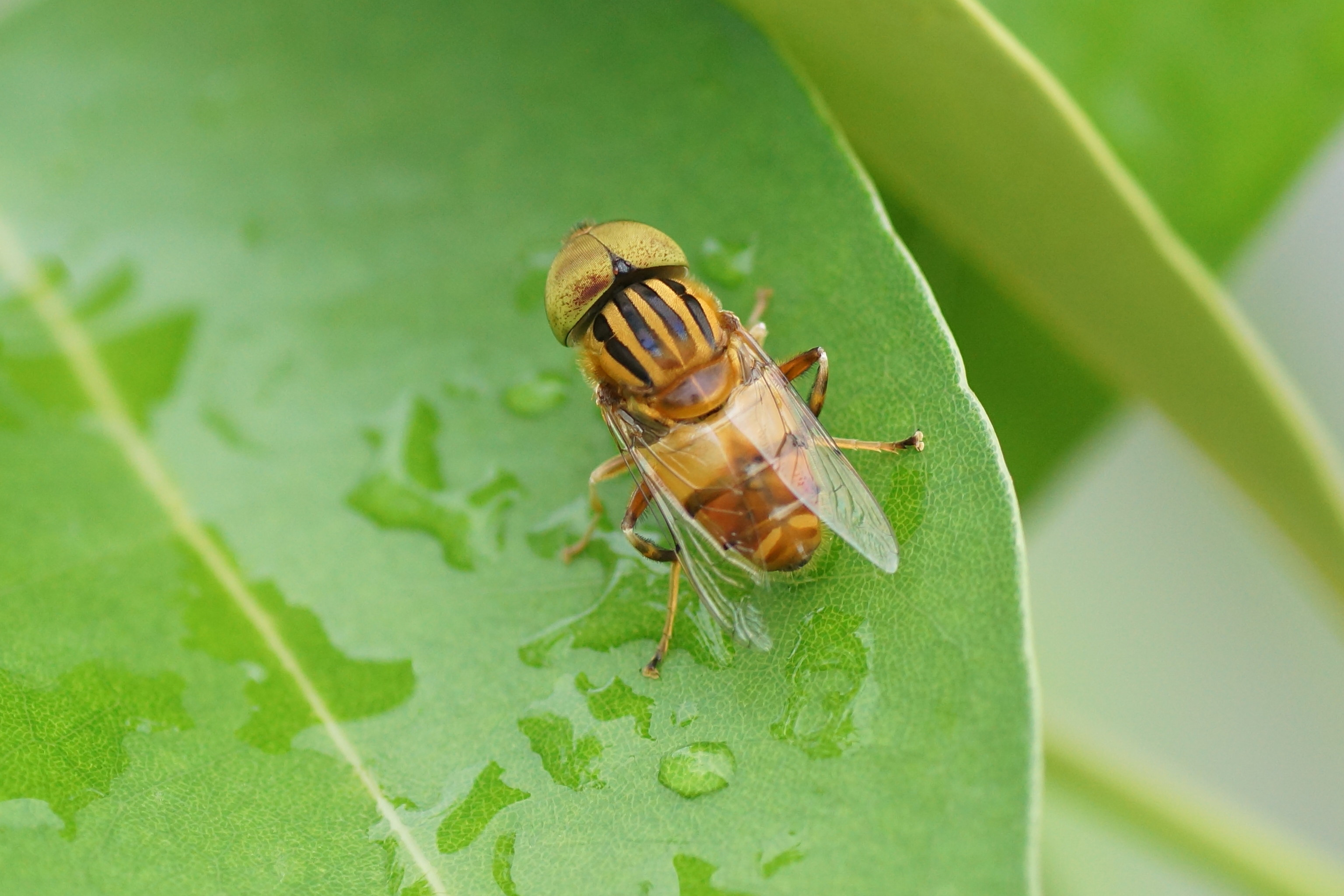